# La Roca (Taradell)
La Roca és una masia de Taradell (Osona) inclosa a l'Inventari del Patrimoni Arquitectònic de Catalunya.

## Descripció
Masia de planta rectangular assentada damunt un cingle de gresos. Per la part septentrional s'accedeix directament al primer pis. La façana, orientada a migdia, presenta un cos de porxos adossat i el portal primitiu, a l'interior d'aquest, és rectangular i amb inflexió gòtica. Els porxos s'han convertit en galeries mitjançant unes vidrieres i baranes de ferro. A l'angle sud-oest s'hi adossa un altre cos cobert al mateix vessant de la casa. A llevant hi ha dos cossos coberts a una sola vessant que fan la funció de pallissa i de corrals. La part nord dona al cingle i hi ha un portal i diverses finestres. A ponent hi ha poques obertures. En aquest sector hi ha un mur de paret seca i unes faixes destinades a l'agricultura. La casa ha estat molt ampliada sense seguir cap tipologia concreta, li convindria una bona restauració.
Cabana de planta rectangular (7 × 8m), coberta a dues vessants amb el carener perpendicular a la façana orientada a llevant, situada davant l'antiga era de la masia de la Roca. La façana presenta un gran portal rectangular amb llinda de roure i un ampli ràfec del teulat en aquest sector. El mur de tramuntana és cec i està molt cobert per l'heura. A ponent i a migdia els murs també són cecs. El seu interès rau en el parament de la pedra del lloc i que està unida només amb fang. L'estat de conservació és bo.

## Història
Hi ha esments escrits de la Roca de Subiradells del segle xiv, els quals eren propietaris també de la propera ermita romànica de Sant Quirze de Subiradells. La masia la és registrada en el fogatge de la parròquia de Taradell de l'any 1553 així com en el nomenclàtor de la província de Barcelona de l'any 1860. D'ençà de la promoció d'aquest sector del municipi on s'hi creà una urbanització amb el nom de «Miranda de la Plana», que popularment es coneix per «La Roca» aquesta masia s'ha convertit en restaurant i s'hi han afegit diversos cossos que desfiguren l'estructura primitiva.